# André Giamarchi
André Giamarchi (Philippeville, 24 luglio 1931 – Aix-les-Bains, 25 settembre 2012) è stato un allenatore di calcio e calciatore francese, di ruolo attaccante.

## Carriera

### Calciatore

#### Club
Giamarchi iniziò la carriera nell'Algeria francese, al RC Philippeville. Trasferitosi in Francia, viene ingaggiato nel 1953 dai dilettanti dell'Annecy. Rimase in forza ai savoiardi sino al 1963, militando sempre nelle divisioni inferiori francesi.

#### Nazionale
Venne convocato nella Nazionale olimpica di calcio della Francia, per disputare le XVII Olimpiadi. Con i blues ottenne il secondo posto del girone D della fase a gruppi, venendo eliminato dalla competizione. Segnò una rete nella vittoria contro il Perù.

### Allenatore
Nel 1972 Giamarchi venne chiamato alla guida dell'Annecy.

## Statistiche

### Cronologia presenze e reti nella Nazionale Olimpica
| Cronologia completa delle presenze e delle reti in nazionale ― Francia Olimpica | Cronologia completa delle presenze e delle reti in nazionale ― Francia Olimpica | Cronologia completa delle presenze e delle reti in nazionale ― Francia Olimpica | Cronologia completa delle presenze e delle reti in nazionale ― Francia Olimpica | Cronologia completa delle presenze e delle reti in nazionale ― Francia Olimpica | Cronologia completa delle presenze e delle reti in nazionale ― Francia Olimpica | Cronologia completa delle presenze e delle reti in nazionale ― Francia Olimpica | Cronologia completa delle presenze e delle reti in nazionale ― Francia Olimpica |
| Data                                                                            | Città                                                                           | In casa                                                                         | Risultato                                                                       | Ospiti                                                                          | Competizione                                                                    | Reti                                                                            | Note                                                                            |
| ------------------------------------------------------------------------------- | ------------------------------------------------------------------------------- | ------------------------------------------------------------------------------- | ------------------------------------------------------------------------------- | ------------------------------------------------------------------------------- | ------------------------------------------------------------------------------- | ------------------------------------------------------------------------------- | ------------------------------------------------------------------------------- |
| 26-8-1960                                                                       | Firenze                                                                         | Francia olimpica                                                                | 2 – 1                                                                           | Perù olimpica                                                                   | Olimpiadi 1960                                                                  | 1                                                                               |                                                                                 |
| 29-8-1960                                                                       | Grosseto                                                                        | Francia olimpica                                                                | 1 – 1                                                                           | India olimpica                                                                  | Olimpiadi 1960                                                                  | -                                                                               |                                                                                 |
| Totale                                                                          |                                                                                 | Presenze                                                                        | 2                                                                               |                                                                                 | Reti                                                                            | 1                                                                               |                                                                                 |